# Aleen Bailey
Aleen May Bailey, jamajška atletinja, * 25. november 1980, Saint Mary, Jamajka.
Nastopila je na olimpijskih igrah v letih 2004 in 2008, leta 2004 je osvojila naslov olimpijske prvakinje v štafeti 4×100 m ter četrto mesto v teku na 200 m in peto v teku na 100 m. Na svetovnih prvenstvih je v štafeti 4x100 m osvojila naslov prvakinje leta 2009 ter srebrno medaljo leta 2005 in bronasto leta 1999.